# 207 (число)
207 (Дві́сті сім) — натуральне число між 206 та 208.
- 207 день в році — 26 липня (у високосний рік 25 липня).

## В інших галузях
- 207 рік, 207 до н. е.
- В Юнікоді 00CF16 — код для символу «I» (Latin Capital Letter I With

Diaeresis).
- NGC 207 — спіральна галактика (Sa) в сузір'ї Кит.
- Кількість слів у розширеному списку Сводеша